# Baynun
Baynūn (in arabo ﺑﻴﻨﻮﻥ‎?) era il nome di un antico castello-fortezza (maḥāfid) sudarabico, che dava anche il nome alla città che lo ospitava.

## Storia
Secondo la leggenda, Baynūn sarebbe stata costruita dai jinn su ordine di Salomone, al pari dei castelli di Ghumdān, di Salḥīn, di Ṣanʿāʾ e di Maʾrib.
La fortezza fu distrutta nel 525 dagli Etiopi nel corso della loro invasione e conquista dello Yemen, durante le quali furono rase al suolo anche Ghumdān e Salḥīn.